# Aïn Diss
Aïn Diss (în arabă عين الديس) este o comună din provincia Oum El-Bouaghi, Algeria.
Populația comunei este de 2.767 de locuitori (2008).